# كلود تي سميث
كلود تي سميث (بالإنجليزية: Claude T. Smith)‏ هو موزع وملحن ومدرس أمريكي، ولد في 14 مارس 1932 في مونرو (ميزوري) في الولايات المتحدة، وتوفي في 13 ديسمبر 1987 في كانساس سيتي في الولايات المتحدة.

## وصلات خارجية
- كلود تي سميث على موقع ميوزك برينز (الإنجليزية)
- كلود تي سميث على موقع ديسكوغز (الإنجليزية)